# Prelametila clarkei
Prelametila clarkei is een tweekleppigensoort uit de familie van de Lametilidae. De wetenschappelijke naam van de soort is voor het eerst geldig gepubliceerd in 1973 door Allen & Sanders.